# TV-året 1983

## Händelser

### Januari
- 17 januari – Det brittiska tv-programmet Breakfast Time, som blir Europas första TV-morgonprogram i tv, har premiär på tv-kanalen BBC One.

### Februari
- 2 februari - Farmor och vår Herre, en ny serie efter Hjalmar Bergmans roman, startar.
- 26 februari - Melodifestivalen vinns av Carola Häggkvists låt Främling.

### Mars
- 14 mars - Premiär för det regionala nyhetsprogrammet Smålandsnytt från Växjö.[1]

### April
- 23 april - Eurovision Song Contest sänds från München i Västtyskland och vinns av Luxemburgs Corinne Hermès med låten Si la vie est cadeau. Svensk kommentator är Ulf Elfving.
- 30 april - Hylands hörna sänds för allra sista gången.[2]

### Augusti
- 22 augusti - Trots redaktionens protester får Rapport ny sändningstid, 19:00.
- 28 augusti - Aktuellts 25-årsjubileum firas i en TV-sändning med Pia Brandelius, Åke Ortmark och Sven Strömberg.

### September
- 5 september - Första avsnittet av tecknade TV-serien He-Man and the Masters of the Universe har premiär i USA med avsnittet Diamond Ray of Disappearance.[3]

### Oktober
- 8 oktober - SVT:s klagomur blir nedringd efter att Bengt Bedrup sänt mjukporr på bästa sändningstid i serien Världens lördag.

## Okänt datum
- Ny lagstiftning i USA gör bestämmelserna för barnreklam liberalare.[4]
- Televerket kabel-TV etableras i Lund i Sverige.[5]

## TV-program
- 21 november - TV-filmen Dagen efter, som skildrar följderna av ett kärnvapenanfall mot Kansas City, visas i amerikansk TV.[6]

### Channel 4
- Minipops

### Sveriges Television
- 1 januari - Amerikanska TV-filmen Mord är lätt (Murder Is Easy)
- 2 januari - Amerikanska dramaserien Palmerstown (Palmerstown, USA) med bl.a. Michael J. Fox i en mindre roll
- 5 januari - TV-filmen En kvinna kallad Golda (A Woman Called Golda) med Ingrid Bergman, Leonard Nimoy, Judy Davis med flera.
- 5 januari - Hem på besök efter manus av Lars Molin med Torsten Wahlund, Stig Engström med flera.
- 8 januari - Musikalen Pippi Långstrump med Siw Malmkvist, Pernilla Wahlgren, Meg Westergren, Ulf Brunnberg med flera.
- 13 januari - Ny omgång av Lilla huset på prärien (Little House on the Prairie)
- 14 januari - Miniserien Marco Polo med Ken Marshall
- 15 januari - Deckarserien Spanarna med John Harryson, Tor Isedal, Lis Nilheim, Lars-Erik Berenett med flera.
- 17 januari - Ungdomsserien Mr. Merlin (Mr. Merlin)
- 17 januari - TV-pjäsen Polskan och puckelryggen i regi av Richard Hobert med Brita Borg, Halvar Björk, Christina Schollin med flera.
- 17 januari - Caféprogrammet Hemma efter 18 med Gun Allroth och Siewert Öholm
- 21 januari - Ny omgång av Notknäckarna med Carl-Uno Sjöblom och Pekka Langer
- 30 januari - Västtyska dramaserien Oppermanns (Die geschwister Oppermann)
- 2 februari - Miniserien Farmor och vår Herre med Karin Kavli, John Harryson, Ingvar Kjellson, Suzanne Reuter, Stellan Skarsgård med flera.
- 6 februari - Komediserien Uppåt väggarna med Gunnar Bernstrup och Stellan Sundahl
- 7 februari - TV-pjäsen Emma med Henric Holmberg, Ingvar Hirdwall, Björn Granath, Lennart Hjulström, Johan Rabaeus med flera.
- 7 februari - Premiär för frågesporten Femettan med Staffan Ling
- 11 februari - Ny omgång av Nöjesmaskinen
- 14 februari - TV-pjäsen Skuggan av Mart med Margaretha Krook, Pia Green, Rico Rönnbäck, Marvin Yxner med flera.
- 18 februari - Brittiska miniserien Hoppla vi dör (Whoops Apocalypse)
- 21 februari - TV-pjäsen Henri Rousseau med Asko Sarkola, Ernst Günther, Frej Lindqvist med flera.
- 25 februari - Italienska miniserien Fontamara
- 27 februari - Miniserien Indiankojan med Birgitta Ulfsson, Oscar Hagelbäck, Catharina Alinder, Viveka Seldahl med flera.
- 28 februari - TV-pjäsen Herr Sleeman kommer med Harriet Andersson, Lena Söderblom, Pernilla August
- 1 mars - Skärgårdsdramat Öbergs på Lillöga med Sickan Carlsson, Karl-Arne Holmsten, Stig Engström, Stig Grybe, Catharina Alinder med flera.
- 2 mars - Dramaserien Interrail med Lena Raeder, Hannes Holm med flera.
- 2 mars - Underhållningsprogrammet Jonssons onsdag, Galenskaparna/After Shaves första TV-serie
- 2 mars - Ny omgång av Oss skojare emellan med Ingvar Oldsberg
- 2 mars - Premiär för Prat i kvadrat med Fredrik Belfrage
- 5 mars - Sista omgången av Hylands hörna med Lennart Hyland
- 5 mars - Premiär för naturfilmaren Jan Lindblads tv-serie Våra tigrar
- 7 mars - TV-pjäsen Mannen utan själ med Carl-Ivar Nilsson, Pia Green, Per Myrberg, Tommy Johnson med flera.
- 10 mars - TV-pjäsen Nattkafé med Ove Tjernberg, Gunilla Nyroos, Alf Nilsson med flera.
- 14 mars - Miniserien Distrikt 5 med Anita Ekström, Niels Dybeck, Inga Landgré, Suzanne Reuter, Håkan Serner med flera.
- 16 mars - Premiär för ungdomsserien Vidöppet med Tintin Anderzon, Helena Bergström, Måns Herngren och Hannes Holm
- 20 mars - Ny omgång av amerikanska serien Fame
- 25 mars - TV-pjäsen Lektionen med Pia Green och Tommy Johnson
- 26 mars - Premiär för TV-serien Madicken (säsong 2) med Jonna Liljendahl, Björn Granath, Liv Alsterlund med flera.
- 30 mars - TV-pjäsen Sova räv med Börje Ahlstedt, Mona Malm, Christina Schollin, Ernst Günther med flera.
- 31 mars - Brittiska miniserien Ädlingen (A Tale of Two Cities) med Peter Cushing
- 1 april - Brittisk-italienska miniserien Jesus från Nazareth (Jesus of Nazareth)
- 4 april - Ny omgång av Café Sundsvall med Gunnar Arvidsson och Kjell Lönnå
- 6 april - Frågesportprogrammet Vårlökarna med Bengt Nordlund och Totte Wallin
- 6 april - Dramaserien Torsten och Greta efter en berättelse av Max Lundgren
- 8 april - Brittiska miniserien Att älska så (A Kind of Loving)
- 19 april - Sovjetiska kriminalserien Svarta katten (Место встречи изменить нельзя) med Vladimir Vysotskij
- 21 april - TV-pjäsen Motorsågen med Anders Linder, Åke Lindman, Gustav Kling med flera.
- 24 april - Amerikanska komediserien Pappa lägg av (I'm a Big Girl Now)
- 5 maj - Ny omgång av Gäst hos Hagge med bl.a. Anni-Frid Lyngstad och Harry Brandelius
- 9 maj - Dramaserien Vid din sida med Harriet Andersson, Alf Kjellin, Bergljót Árnadóttir, Lena T. Hansson, Jarl Borssén med flera.
- 10 maj - Brittiska dramaserien En andra chans (Second Chance)
- 19 maj - Franska serien Fredag och Robinson (Vendredi ou la vie sauvage) med Michael York
- 20 maj - Amerikanska miniserien Öster om Eden (East of Eden)
- 28 maj - Västtyska kriminalserien Uppdrag för två (Ein Fall für Zwei)
- 1 juni - TV-pjäsen Lita på Don Juan med Krister Henriksson, Solveig Ternström, Åke Fridell
- 9 juni - Lasse Holmqvist reser runt i serien Skånska gästgiverier
- 13 juni - Repris från 1977 av dramaserien De fattiga och de rika (Rich Man Poor Man) med Peter Strauss, Nick Nolte med flera.
- 14 juni - Brittiska komediserien Just en snygg historia (A Fine Romance)
- 14 juni - Sista omgången av brittiska dramaserien Hemliga armén (Secret Army)
- 17 juni - Den danska TV-pjäsen Maj av Bille August
- 18 juni - Australiska serien Avspark (Kicking Around)
- 22 juni - Kanadensiska serien Förälskad i Klondike (I Married the Klondike)
- 24 juni - Repris från 1980 av amerikanska ungdomsserien Tom Sawyer (Huckleberry Finn and His Friends)
- 25 juni - Amerikanska science-fictionserien Buck Rogers (Buck Rogers in the 25th Century)
- 28 juni - Repris från 1980 av franska dramaserien Kustens döttrar (Les dames de la côte)
- 29 juni - Intervjuserien Gäst i ettan med Lars Orup, Åke Ortmark, Gustaf Olivecrona och Herbert Söderström
- 1 juli - Start för den amerikanska deckarserien Par i hjärter (Hart to Hart) med Stefanie Powers, Robert Wagner och Lionel Stander
- 1 juli - Spanska dramaserien Förbannad jord (La barraca)
- 3 juli - Amerikanska komediserien Alla älskar Sidney (Love, Sidney) med Tony Randall
- 10 juli - Repris från 1973 av Pappas pojkar med Magnus&Brasse, Carl-Gustaf Lindstedt med flera.
- 13 juli - Franska dramaserien Ögon blå (Les yeux bleus)
- 17 juli - Norska science-fictionserien Vandrande ringen ("Ta den ring"[7] på norska) med Kai Remlow, Halvar Björk med flera.
- 27 juli - Ny omgång av frågesporten Utanför ramarna, om tavelkonst med Åke Strömmer
- 28 juli - Brittiska dramaserien Kessler, uppföljaren till Hemliga armén
- 30 juli - Jonas Hallberg och gäster i I samma båt
- 6 augusti - Amerikanska TV-deckaren Mord eller självmord (One Shoe Makes It Murder) med Robert Mitchum
- 6 augusti - Jerry Williams och Svante Grundberg visar gamla filmklipp med rockstjärnor i en ny omgång av Rockrullen
- 7 augusti - Repris från 1968 av Markurells i Wadköping med Edvin Adolphson
- 12 augusti - Gröna Lund 100 år, direktsänd underhållning med Lars-Gunnar Björklund, Ulf Elfving och Magnus Härenstam.[8]
- 15 augusti - Smögenkväll, direktsänd underhållning i sex delar med Fredrik Belfrage
- 22 augusti - Ny omgång av amerikanska serien På första sidan (Lou Grant) om en tidningsredaktion
- 23 augusti - Ny omgång av Maktkamp på Falcon Crest
- 27 augusti - Australiska ungdomsserien Fullt tryck på wombat (Come Midnight Monday)
- 27 augusti - Ny omgång av Spanarna på Hill Street (Hill Street Blues)
- 29 augusti - Ny omgång av den amerikanska serien Mr. Merlin
- 31 augusti - TV-pjäsen Hej du himlen med Ulla Sjöblom, Peter Haber, Göran Forsmark, Etienne Glaser, Pernilla August, Per Eggers med flera.
- 2 september - Norsk-svensk underhållning, Momarkedet med Halvor Kleppen och Bosse Larsson
- 2 september - Amerikanska serien Bittert krig (The Blue and the Grey) om det amerikanska inbördeskriget
- 3 september - Direktsänd underhållning i Världens lördag med programledare som Jan Guillou, Kjell Lönnå, Ingela Agardh och Bengt Bedrup
- 3 september - Premiär för ungdomsserien Privatdetektiven Kant med Krister Boberg och Ted Åström
- 3 september - Amerikanska komediserien 9 till 5  (9 to 5)
- 4 september - Ny omgång av amerikanska dramaserien Fame
- 5 september - Premiär för Lilla Sportspegeln, ett sportnyhetsprogram för barn.[9]
- 5 september - TV-pjäsen München-Aten av Lars Norén med Suzanne Reuter, Carl-Ivar Nilsson, Tomas Pontén och Bojan Westin
- 9 september - Ny omgång av Inte aktuellt (Not the Nine O'Clock News)
- 9 september - Tävlingsprogrammet Skattjakten med stuntmannen Johan Thorén
- 12 september - Ny omgång av Café Norrköping med Bengt Nordlund och Viveca Ringmar
- 12 september - Musikspelet Gustaf III med Sven Lindberg, Peter Haber, Björn Gedda med flera.
- 14 september - Frågesportprogrammet 21 med ess och joker med Arne Weise
- 14 september - TV-pjäsen Gröna fingrar, grå av jord med Majlis Granlund
- 19 september - TV-pjäsen Här har ni hans liv om Hjalmar Bergman med Sven Lindberg, Claire Wikholm, Yvonne Lombard, Pontus Gustafson, Björn Gustafson
- 19 september - Brittiska serien Svartjobbarna (Boys From the Blackstuff)
- 20 september - Ny omgång av aktualitetsprogrammet Magasinet med Annika Hagström och Christer Pettersson
- 21 september - TV-pjäsen Mannen som vägrade frysa med Per Oscarsson, Birgitta Ulfsson med flera.
- 23 september - Ny omgång av Nöjesmaskinen
- 23 september - Brittiska kriminalserien Änkorna (Widows)
- 25 september - Premiär för barnprogrammet Stor och Liten med Kim Anderzon och Lottie Ejebrant
- 26 september - TV-filmen Utflykten med Stina Eklund, Barbro Oborg, Barbro Kollberg, Monica Nielsen, Niklas Falk med flera.
- 28 september - TV-serien Nilla med Monika Edwardsson, Sten Ljunggren, Barbro Oborg, Jonas Falk med flera.
- 29 september - Premiär för Gymping med Susanne Lanefelt
- 3 oktober - Ny omgång av Måndagsbörsen med Jonas Hallberg
- 4 oktober - Konsumentmagasinet med Ulf Schenkmanis och Karin Lorenz
- 5 oktober – Reprisstart för ritsagan Barna Hedenhös i fem avsnitt av Bertil Almqvist i barnprogramsblocket Halv fem.[10]
- 7 oktober - Brittiska serien Ruffel och båg (Muck and Brass)
- 7 oktober - Ny omgång av Nygammalt med Bosse Larsson
- 9 oktober - Underhållning om astrologi i Mitt i planeten med Åke Wilhelmsson och sketcher av Sissela Kyle, Jessica Zandén och Tomas Norström
- 10 oktober - Lars Molins Midvinterduell med Ingvar Hirdwall, Mona Malm, Anders Nyström med flera.
- 11 oktober - Brittiska serien Ingen tror på Billy (Nobody's Hero)
- 11 oktober - Underhållningsserien Levande livet med Efva Attling och Maria-Pia Boëthius
- 16 oktober - Barnprogrammet Henke och Alexander med Anders Beckman och Peter Haber
- 17 oktober - Ny omgång av Café Sundsvall med Gunnar Arvidsson
- 17 oktober - Direktsänd revy från Cirkus i Stockholm, Satellit -84, med Harriet Andersson, Johannes Brost, Claire Wikholm, Suzanne Ernrup, Jessica Zandén med flera.
- 22 oktober - Svensk ungdomsserie i hästmiljö, Den tredje lyckan, regisserad av Marianne Ahrne
- 22 oktober - Andra säsongen för Gäster med gester
- 22 oktober - Premiär för Razzel med Lennart Swahn, Tommy Engstrand och Pelle Berglund
- 22 oktober - Äventyrsserien Uppdrag i Singapore (Bring 'Em Back Alive) med Bruce Boxleitner
- 27 oktober - Premiär för barnprogrammet Maten och kroppen med Jan Bergquist
- 29 oktober - Kaj Kindvall visar musikvideo i Videobeat
- 4 november - Brittiska thrillerserien Rovfågeln (Bird of Prey)
- 6 november - Faktaserien Landet längesen med Dag Stålsjö
- 7 november - Italienska dramaserien Giuseppe Verdi
- 8 november - Miniserien Mäster Olof med Lars Green, Ingvar Hirdwall, Per Oscarsson, Björn Granath, Börje Ahlstedt med flera.
- 14 november - TV-pjäsen Vad betjänten såg med Dan Ekborg, Björn Gustafson, Yvonne Lombard, Ingalill Andersson
- 15 november - Brittiska dramaserien Vi möts igen (We'll Meet Again)
- 18 november - Italienska miniserien Hjälp mig att drömma (Aiutami a sognare)
- 21 november - Ny omgång av Kafé 18 med Agneta Bolme och Åke Magnusson
- 22 november - Kriminalserien Profitörerna efter Leif GW Persson med Sven Wollter, Krister Henriksson, Tomas Pontén, Lena Dahlman med flera.
- 30 november - TV-pjäsen Tarelkins död med Hans V. Engström, Margaretha Krook, Dan Ekborg, Johannes Brost, Philip Zandén med flera.
- 1 december - Årets julkalender är Lille Luj och Änglaljus i strumpornas hus av Staffan Westerberg.[11]
- 3 december - Repris från 1976 av Huset Silfvercronas gåta med Tomas Bolme, Stig Engström med flera.
- 8 december - Dramaserien Doktorn i byn med Halvar Björk
- 12 december - Direktsända TV-pjäsen Pariserliv med Frej Lindqvist, Bertil Norström, Stefan Ekman, Moa Myrén, Jane Friedmann, Brita Borg, Anna-Lotta Larsson med flera. Regi: Peter Schildt.
- 14 december - TV-pjäsen Colombe med Margaretha Krook, Krister Henriksson, Tomas Pontén, Suzanne Reuter, Ernst-Hugo Järegård, Philip Zandén med flera.
- 16 december - Farsen Spanska flugan med Carl-Gustaf Lindstedt, Inga Gill, Louise Raeder, Lasse Berghagen, Stig Grybe med flera.
- 20 december - Brittiska dramaserien Joni Jones
- 21 december - Norska dramaserien Jenny med Liv Ullmann med flera.
- 23 december - Dockserien Robinson Crusoe med röster av Anders Nyström, Pontus Gustafsson, Fillie Lyckow, Anders Beckman med flera.
- 24 december - Jullovsprogrammet TV-piraterna med Ted Åström, Anne-Lie Rydé, Jonna Liljendahl med flera.
- 25 december - Pjäsen Hustruskolan med Allan Edwall, Lena Nyman, Björn Gustafson, Stellan Skarsgård med flera.
- 26 december - Repris från 1982 av brittiska TV-filmen Ivanhoe
- 26 december - Repris från 1981 av Du måste förstå att jag älskar Fantomen med Mats Bergman, Kristina Adolphson, Vanna Rosenberg med flera.
- 28 december - Brittiska spionserien Vinnare och förlorare (Smiley's People) med Alec Guinness med flera.
- 31 december - Ungdomsserien Spöken finns inte, tror tant Tyra med Halvar Björk, Birgitta Andersson, Pierre Lindstedt med flera.
- 31 december - Repris från 1979 av ungdomsserien Katitzi med Sema Sari, Janne Carlsson, Kjell Bergqvist, Monica Zetterlund, Christina Schollin med flera.

### Syndikering
- 30 september - Seriestart, He-Man and the Masters of the Universe.

## Avlidna
- 3 augusti – Carolyn Jones, 53, amerikansk skådespelare (Familjen Addams).
- 29 oktober – Sten Broman, 81, svensk dirigent, tonsättare, musikkritiker och programledare (Musikfrågan Kontrapunkt).
- 22 november – Michael Conrad, 58, amerikansk skådespelare (Spanarna på Hill Street).

### Fotnoter
1. ↑  ”Svensk mediedatabas”. http://smdb.kb.se/catalog/search?q=Sm%C3%A5landsnytt&sort=OLDEST. Läst 30 mars 2011.
2. ↑  ”Svensk mediedatabas”. http://smdb.kb.se/catalog/search?q=Hylands+h%C3%B6rna&sort=OLDEST. Läst 30 mars 2011.
3. ↑  ”He-Man and the Masters of the Universe Diamond Ray of Disappearance” (på engelska). tv.com. Arkiverad från originalet den 25 maj 2012. http://archive.is/2012.05.25-064011/http://www.tv.com/shows/heman-and-the-masters-of-the-universe/diamond-ray-of-disappearance-114681/.
4. ↑  ”Quality Television for Children” (på engelska). New York Times. 16 augusti 1996. http://www.nytimes.com/1996/08/16/opinion/quality-television-for-children.html?pagewanted=1. Läst 18 februari 2017.
5. ↑  Ernst & Young (mars 2009). ”TV-marknaden i Sverige”. Konsumentverket. sid. 7. http://www.konkurrensverket.se/globalassets/publikationer/ovrigt/tv-marknaden-i-sverige.pdf. Läst 19 februari 2017.
6. ↑   Horisont 1983. Bertmarks
7. ↑  ”IMDB Ta den ring”. http://imdb.com/title/tt0083487/. Läst 10 oktober 2017.
8. ↑  ”Svensk mediedatabas”. http://smdb.kb.se/catalog/search?q=%22Gr%C3%B6na+Lund+100+%C3%A5r%22&sort=OLDEST. Läst 6 april 2011.
9. ↑  ”TV: Första ”Lilla Sportspegeln” 1983 – med en twist i slutet”. Sveriges Television. https://www.svt.se/nyheter/inrikes/lilla-sportspegeln-slutar-som-eget-program. Läst 23 april 2023.
10. ↑  Dagens Nyheter 5 oktober 1983 sid. 57
11. ↑  ”Jultradition”. Arkiverad från originalet den 25 april 2012. https://web.archive.org/web/20120425112719/http://www.jultradition.se/tv.htm. Läst 26 mars 2011.